# هیچ‌کس (فیلم ۲۰۲۱)
هیچ‌کس (به انگلیسی: Nobody) یک فیلم سینمایی اکشن و دلهره‌آور آمریکایی محصول سال ۲۰۲۱ به کارگردانی ایلیا نایشولر از فیلمنامه دریک کولستاد است. بازیگران اصلی این فیلم باب ادنکیرک، کانی نیلسن و کریستوفر لوید هستند.
این اثر سینمایی قرار بود در تاریخ ۱۴ اوت سال ۲۰۲۰ توسط کمپانی یونیورسال استودیوز منتشر شود ولی به دلیل دنیاگیری کووید ۱۹ اکران فیلم به تاریخ ۲۶ فوریه ۲۰۲۱ موکول شد.

## داستان
فیلم در مورد پدری بسیار آرام بنام هاچ است که در حومه شهر زندگی می‌کند. هاچ فردی کاملاً معمولی که البته خشمی شدید در درون خود نهفته دارد. ناگهان روزی که دو دزد به خانه وی می‌آیند وحتی وقتی دستبند زینتی دختر کوچک این خانواده را هم میدزدند، این خشم فروخورده فوران می‌کند و داستانی بی‌رحمانه شروع می‌شود و راه خونینی باز می‌شود که در نهایت وی را مجبور به مقابله با چیزهایی می‌کند که روزگاری پشت سر گذاشته بود…

## فیلمبرداری
فیلمبرداری اصلی از سپتامبر ۲۰۱۹ آغاز شد. و در طی ۳۴ روز فیلمبرداری در وینیپگ کانادا انجام شد.

## دنباله
قسمت دوم این فیلم با عنوان هیچ‌کس ۲ قرار است در سال ۲۰۲۵ منتشر شود.